# Marcão (football, 1996)
Marcos do Nascimento Teixeira, plus communément appelé Marcão, né le 5 juin 1996 à Londrina au Brésil, est un footballeur brésilien qui évolue au poste de défenseur central au Séville FC.

## Biographie

### Carrière en club

#### Débuts au Brésil
Marcão fait ses débuts professionnels avec le club du Avaí FC, le 12 avril 2014, lors d'une rencontre comptant pour le Championnat de Santa Catarina. Son équipe perd la partie sur le score final de 4-1.
Marcão est par la suite transféré à l'Atlético Paranaense, avec lequel il fait ses débuts le 4 février 2015 lors d'une défaite 3-1 sur la pelouse du Rio Branco dans le cadre d'une rencontre du championnat du Paraná. Lors de son premier passage à l'Atlético Paranaense, Marcão n'a disputé que cinq rencontres et n'a inscrit aucun but, tous lors du Championnat du Paraná 2015.
Le 27 juillet 2015, n'ayant pas beaucoup de temps de jeu avec l'Atlético Paranaense, Marcão et 12 autres joueurs sont prêtés à Guaratinguetá, à la suite d'un partenariat entre les deux clubs. Il fait ses débuts avec le club le 2 août suivant, en entrant au jeu lors de la défaite de son équipe à domicile face à Guarani FC 1-0, lors d'une rencontre de Serie C.
Le 14 décembre 2015, Marcão est prêté à Ferroviária, avec plusieurs de ses coéquipiers.
Il fait ses débuts avec son nouveau club le 30 janvier 2016, en entrant au jeu lors de la défaite de sa formation 1-0 à l'extérieur face à EC Água Santa (en) à l'occasion d'une rencontre du Championnat de São Paulo. Il dispute son premier match en Coupe du Brésil le 17 mars suivant, en entrant en jeu lors d'une victoire 1-0 à domicile contre Salgueiro AC (en).
Le 21 mai 2016, il retourne officiellement à l'Atlético Paranaense et intègre l'équipe première, à l'issue de son prêt. Il dispute son premier match après son prêt avec le club le 26 juin suivant, en entrant en seconde période lors d'une victoire à domicile 2-0 face à Grêmio Porto Alegre, à l'occasion d'une rencontre comptant pour le  Championnat du Brésil de football 2016. Il inscrit le premier but de sa carrière le 14 mai 2017, lors d'une défaite de sa formation sur le score de 6-2 à l'extérieur en championnat contre EC Bahia.
Peu utilisé à l'Atlético Paranaense, le joueur est une nouvelle fois prêté à l'Atlético Goianiense cette fois-ci, le 12 juin 2017 jusqu'à la fin de la saison. Il dispute son premier et unique match pour le club le 2 juillet suivant, débutant lors du match nul 1-1 à domicile face à Santos FC, comptant pour le championnat du Brésil. Le passage de Marcão à l'Atlético Goianiense fut de courte durée. En effet, le joueur retourne à l'Atlético Paranaense le 4 juillet suivant, ne jouant qu'un seul match et ne marquant aucun but pour le club de Goiás.

#### Passage au Portugal
Le 11 juillet 2017, le club portugais du Rio Ave confirme le prêt avec option d'achat de Marcão jusqu'à la fin de la saison.
Il fait ses débuts pour sa nouvelle équipe le 7 août 2017, en tant que titulaire, lors de la victoire à domicile 1-0 contre le CF Os Belenenses à l'occasion d'un match de championnat. Il inscrit son premier but pour l'équipe le 2 septembre suivant, lors de la victoire à domicile 2-0 face à CD Cova da Piedade en Coupe du Portugal.
Le 4 juillet 2018, Marcão est transféré au GD Chaves pour une durée de quatre saisons. Il fait ses débuts le 29 juillet suivant, en débutant lors d'un match de Coupe de la Ligue face au FC Arouca, qui se termine sur le score nul et vierge de 0-0 à l'issue du temps réglementaire. Les visiteurs remportent finalement la partie 5-3 aux tirs au but. Il inscrit son premier but pour le club le 18 août suivant, lors de la victoire 2-0 à domicile face à Portimonense.

#### Galatasaray
Le 14 janvier 2019 Marcão est transféré au club turc du Galatasaray SK pour une durée de quatre ans. Le montant du transfert est quant à lui de 4 000 000 d'euros.
Il fait ses débuts pour ses nouvelles couleurs en tant que titulaire, le 19 janvier 2019, à l'occasion de la rencontre de championnat face à Ankaragücü. Galatasaray remporte la partie sur le large score de 6-0.
Lors de la rencontre d'Europa League face au Benfica Lisbonne le 14 février 2019, le joueur dispute le premier match en coupe d'Europe de sa carrière. Galatasaray perdra le match sur le score de 2-1 à domicile.
Il remporte le tout premier trophée de sa carrière, le 15 mai 2019,  lors de la finale de la Coupe de Turquie. Galatasaray s'adjuge la partie sur le score de 3-1 en venant à bout d'Akhisar Belediyespor. Quelques jours plus tard, le 19 mai 2019, il remporte cette fois-ci le championnat après que Galatasaray se soit imposé 2-1 face à Başakşehir.
Il remporte la Supercoupe de Turquie, le 7 août 2019, une nouvelle fois face à Akhisar Belediyespor. Galatasaray remporte la partie sur le score de 1-0.
Le 18 septembre 2019, Marcão dispute le premier match de Ligue des champions de sa carrière, lors de la rencontre de phase de groupe opposant sa formation au Club de Bruges, qui voit les deux équipes se quitter sur le score nul et vierge de 0-0. Il dispute l'intégralité des rencontres de la phase de groupe de son équipe cette saison-là
Lors du match face à Giresunspor le 16 août 2021, Marcão est expulsé pour avoir donné un coup de tête et un coup de poing à son coéquipier Kerem Aktürkoğlu. À la suite de cet incident, le joueur est suspendu pour une durée de huit matchs par la commission de discipline de la fédération turc de football.

#### Séville FC
Le 11 juillet 2022 le défenseur s'engage officiellement au Séville FC  en provenance de Galatasaray pour une durée de cinq ans. Le prix du transfert est de 12 millions d'euros plus 3 millions d'euros de bonus.

## Palmarès

### Avec Galatasaray
en 2019, le joueur remporte le championnat la Coupe de Turquie et la Supercoupe de Turquie.
En 2021 il termine vice-champion de Turquie

### Avec le Séville FC
il remporte l'Europa League en 2023.

## Vie personnelle
Il est le frère de l'ex-footballeur Dionatan Teixeira (en), décédé après une crise cardiaque à l'âge de 25 ans,.